# Río Jericó
El río Jericó es un río de 20 km en la llanura costera del Atlántico en el estado estadounidense de Georgia. Sirve como límite entre los condados de Bryan y Liberty en toda su longitud.
Se eleva en la unión de Jerico Creek y Mount Hope Creek 12 millas (19,3 km) al este de Hinesville y serpentea a través de marismas y debajo de lnterestatal 95, terminando en su unión con los ríos Laurel View y Belfast, dos canales de marea que se extienden hasta el río Medway, un brazo del Océano Atlántico.